# リンカーン (カリフォルニア州)
リンカーン（Lincoln）は、アメリカ合衆国カリフォルニア州のプレイサー郡にある都市。人口は4万9757人（2020年）。サクラメント大都市圏に含まれる。

## 歴史
1860年代の鉄道建設に合わせて土地の測量と分譲が行われた。地名は鉄道会社の幹部の名前から来ており、リンカーン大統領とは無関係である。
鉄道の開通によって人や物資の大量輸送が可能になり駅の周辺には集落が形成された。良質な粘土層の発見があり、陶器の製造が町の主要産業になった。1890年に法人化したが、人口の増加は非常にゆっくりと進行した。
リンカーンが急速に発展したのは1990年以降である。これはサクラメント大都市圏の拡大によるものである。新住民の流入によって民族構成や産業構造は多様化した。

## 名所
リンカーンと隣接するアメリカ先住民の居留地にカジノ（en:Thunder Valley Casino Resort）が立地している。